# Десмедифам
Десмедифам представляет собой химическое соединение из группы фенилкарбаматов и бискарбаматов. Это системный послевсходовый гербицид, характеризующийся узкой избирательностью. Применяется в составе комбинированных препаратов для контроля сорных растений в посевах сахарной, кормовой, столовой свеклы. По своим характеристикам и технологии применения является аналогом фенмедифама.

## Получение
Десмедифам можно получить в результате реакции этилового эфира хлормуравьиной кислоты и м-аминофенола с фенилизоцианатом.

## Использование
Десмедифам был создан в 1970 году фирмой Шеринг, как выборочный, системный послевсходовый гербицид. Он прежде всего использовался при выращивании свёклы (для борьбы с амарантом запрокинутым) и земляничных культур для борьбы с сорняками в сочетании с другим гербицидом - фенмедифамом.
Десмедифам ингибирует фотосистему II, связываясь с белком D1.

## Разрешение к использованию
В Европейском Союзе десмедифам был разрешён к использованию с 1 марта 2005 года для применения в качестве гербицида и внесён в список разрешённых активных средств защиты растений.
В качестве активного ингредиента пестицидов десмедифам продаётся в Германии, Австрии и Швейцарии под торговыми названиями Betanal и Betamax.

## Токсикология
Десмедифам разлагается в почве примерно за 6 месяцев, на поверхности — за 2-4 месяца. Согласно другим данным, период полураспада занимает 34 дня. В почве из вещества образуется этил 3-гидроксикарбонат, подвергающийся в дальнейшем деградации. Десмедифам слабо передвигается в почве, не попадает в грунтовые воды. Гербицид безопасен для полезных насекомых и пчел, среднетоксичен для теплокровных. Вещество может раздражать кожу и слизистые оболочки, поэтому требуется соблюдение мер предосторожности при контакте с гербицидом. Десмедифам относится к 3 классу опасности для пчел и 2 и 3 классам для человека. Признаками острого отравления препаратом на основе десмедифама являются головокружение, оцепенение, затруднение дыхания, кашель, потеря сознания.